# Гірничорятувальний зв'язок
Гірничорятува́льний зв'язо́к (рос.горноспасательная связь, англ. mine rescue communication; нім. Grubenrettungsfunk m) — вид зв'язку в гірничій промисловості, що забезпечує передачу інформації при гірничорятувальних роботах, а також прямий зв'язок гірничорятувальних підрозділів з гірничими підприємствами та диспетчерський зв'язок всередині цих підрозділів.
У період ліквідації аварії під землею застосовується апаратура безконтактного високочастотного зв'язку, що забезпечує високу мобільність відділень ВГРЧ в складних аварійних ситуаціях, і низькочастотного дротяного зв'язку, по тимчасових лініях, а також радіо- і сейсмічні зв'язки для пошуку людей в завалах і задимленій атмосфері.
Високочастотна апаратура («Донецьк-1 М», «Кварц») дозволяє підтримувати зв'язок на відстані до 10 км як в телефонному, так і телеграфному режимі, в умовах високої вогкості і при т-рах від 10 до 50 °С.
Дротяна апаратура («Шахтофон-1», «Вуглинка») підтримує надійний зв'язок на відстані до 5 км.